# 索韦尔 (卢戈省)
索韦尔，是西班牙加利西亚自治区卢戈省的一个市镇。 总面积133平方公里，总人口3014人（2001年），人口密度23人/平方公里。